# Priesa
Priesa ist ein Ortsteil der sächsischen Gemeinde Käbschütztal im Landkreis Meißen.

## Geographie
Priesa befindet sich nordwestlich der Kreisstadt Meißen im Norden des Gemeindegebietes von Käbschütztal. Der Ort liegt auf etwa 200 m ü. NN und ist rund drei Kilometer von der Elbe entfernt. Priesa liegt auf halbem Weg zwischen Meißen und Lommatzsch und ist von beiden Städten etwa sechs Kilometer entfernt. In Priesa entspringt der Priesabach, der bei Schieritz (Gemeinde Diera-Zehren) in den Ketzerbach mündet. Dieser entwässert nur wenig später bei Zehren in die Elbe. Die einzige asphaltierte Straßenverbindung nach Priesa besteht von Großkagen aus. Priesa selbst ist wie alle Dörfer im Umland von Dreiseithöfen geprägt und von Ackerflächen umgeben. Drei Wohnstallhäuser dieser Bauernhöfe sind als Käbschütztaler Kulturdenkmal ausgewiesen.
Priesa bildet eine eigene Gemarkung, die im Norden an Piskowitz und im Nordosten an Schieritz angrenzt. Im Osten sind Seilitz und Pröda benachbart. Südlich von Priesa befindet sich Großkagen, im Westen grenzt Wachtnitz an die Gemarkung an. Nordwestlicher Nachbarort ist Prositz. Die Orte Piskowitz, Wachtnitz und Prositz gehören zu Lommatzsch, Seilitz und Schieritz sind Teile Diera-Zehrens und Pröda sowie Großkagen sind wie Priesa ein Ortsteil der Gemeinde Käbschütztal.

## Geschichte
Der Ort wird erstmals im Jahr 1371 als Pryszer oder Prißer erwähnt. Im Jahr 1428 wird das Dorf als Piser genannt, später tauchen auch Brißa (1540) und Priessen (1555) als Namensvarianten auf. Im 16. Jahrhundert gehörte Priesa zum Prokurationsamt Meißen und war Amtsdorf, der Landesfürst war also zugleich Grundherr in Priesa. Ab Mitte des 19. Jahrhunderts gehörte Priesa zum Amt Meißen. Durch die Sächsische Landgemeindeordnung von 1838 erhielt das Dorf Eigenständigkeit als Landgemeinde.
Um den Bauernweiler Priesa erstreckte sich im Jahr 1900 eine 112 Hektar große Block- und Streifenflur, auf der die Bewohner des Dorfes der Landwirtschaft nachgingen. Auch Kirchlich gehörte Priesa nach Meißen, es war schon im 16. Jahrhundert in das Kloster St. Afra gepfarrt und gehört noch heute zur dortigen Kirchgemeinde. Die Selbstständigkeit verlor Priesa am 1. November 1935, als sich sieben vormals eigenständige Orte, darunter neben Priesa auch die Nachbarorte Großkagen und Pröda, zur neuen Gemeinde Kagen zusammenschlossen. Nach dem Zweiten Weltkrieg wurde Kagen mit Priesa Teil der Sowjetischen Besatzungszone und später der DDR. In der Kreisreform 1952 kam es zur Angliederung der Orte an den Kreis Meißen im Bezirk Dresden, der im Wesentlichen aus der Amtshauptmannschaft Meißen (später Landkreis Meißen) hervorgegangen war. Die Bauern im Dorf gingen nun den Weg der Landwirtschaft in der DDR. Am 1. Januar 1969 schloss sich Kagen mit Jahna zu Jahna-Kagen zusammen, zum 1. März 1974 wurde diese Gemeinde mit Löthain zu Jahna-Löthain vereinigt.
Nach Wende und Wiedervereinigung wurde Priesa Teil des neugegründeten Freistaates Sachsen. In der Kreisreform 1994 wurde der Landkreis Meißen-Radebeul (ab 1996 Landkreis Meißen) aus dem alten Gebiet des Kreises Meißen und Teilen des Kreises Dresden-Land gebildet, dem Priesa bis 2008 angehörte. Ebenfalls 1994 vereinigten sich Krögis, Jahna-Löthain und Planitz-Deila zur neuen Großgemeinde Käbschütztal mit 37 Ortsteilen. Diese Gemeinde ist seit dem 1. August 2008 Teil des in der Kreisreform Sachsen 2008 aus Landkreis Meißen und Landkreis Riesa-Großenhain gebildeten dritten Landkreises Meißen.

### Entwicklung der Einwohnerzahl
| Jahr | Einwohnerzahl               |
| ---- | --------------------------- |
| 1605 | 3 besessene Mann            |
| 1764 | 3 besessene Mann, 2 Häusler |
| 1834 | 57                          |
| 1871 | 67                          |
| 1890 | 60                          |
| 1910 | 61                          |
| 1925 | 56                          |
| 2020 | 24                          |